# Região Geográfica Intermediária de Luziânia-Águas Lindas de Goiás
A Região Geográfica Intermediária de Luziânia-Águas Lindas de Goiás é uma das seis regiões intermediárias do estado brasileiro de Goiás e uma das 134 regiões intermediárias do Brasil, criadas pelo Instituto Brasileiro de Geografia e Estatística (IBGE) em 2017. É composta por 34 municípios, distribuídos em quatro regiões geográficas imediatas.
Sua população total estimada em 2017 pelo Instituto Brasileiro de Geografia e Estatística (IBGE) é de 1 363 192 de habitantes, distribuídos em uma área total de 67 807,275 km².
Águas Lindas de Goiás é o município mais populoso da região intermediária, com 207 070 habitantes, de acordo com estimativas de 2018 do Instituto Brasileiro de Geografia e Estatística (IBGE).

## Regiões geográficas imediatas
| Região geográfica imediata                          | Municípios | População Estimativa 2018 | Área (km²) |
| --------------------------------------------------- | --- | ------------------------- | ---------- |
| Região Geográfica Imediata de Luziânia              | Cidade Ocidental Cristalina Luziânia Novo Gama Santo Antônio do Descoberto Valparaíso de Goiás                                                                                              | 684 649                   | 11 713,761 |
| Região Geográfica Imediata de Águas Lindas de Goiás | Águas Lindas de Goiás Cabeceiras Cocalzinho de Goiás Formosa Mimoso de Goiás Padre Bernardo Planaltina                                                                                      | 479 507                   | 15 985,891 |
| Região Geográfica Imediata de Posse-Campos Belos    | Alvorada do Norte Buritinópolis Campos Belos Damianópolis Divinópolis de Goiás Guarani de Goiás Iaciara Mambaí Monte Alegre de Goiás Nova Roma Posse São Domingos Simolândia Sítio d'Abadia | 137 180                   | 19 659,019 |
| Região Geográfica Imediata de Flores de Goiás       | Água Fria de Goiás Alto Paraíso de Goiás Cavalcante Flores de Goiás São João d'Aliança Teresina de Goiás Vila Boa                                                                           | 61 856                    | 20 448,604 |
| Total                                               | 34 | 1 363 192                 | 67 807,275 |